# Уебстър (окръг, Западна Вирджиния)
Вижте пояснителната страница за други значения на Уебстър.
Окръг Уебстър (на английски: Webster County) е окръг в щата Западна Вирджиния, Съединени американски щати. Площта му е 1440 km², а населението – 9043 души (2012). Административен център е град Уебстър Спрингс.